# Matlasé

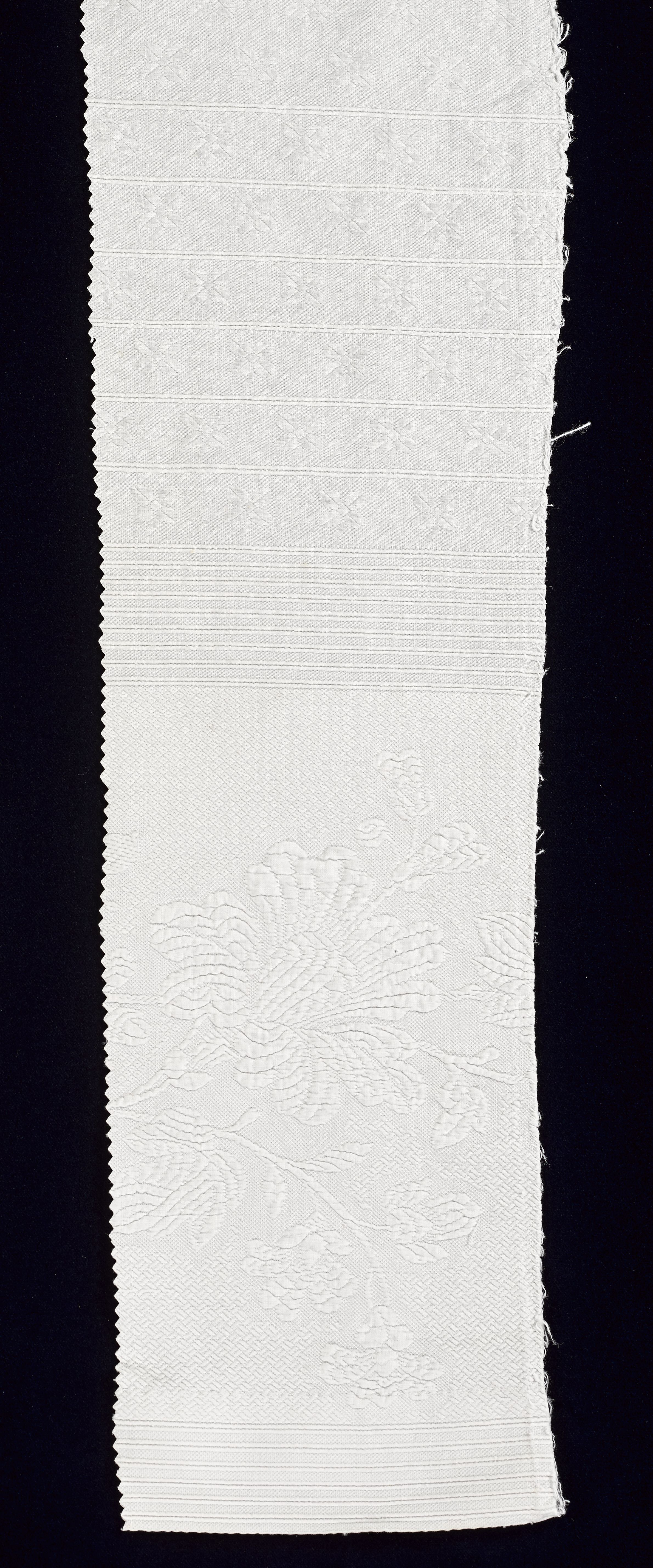
Matlasé z poloviny 19. století

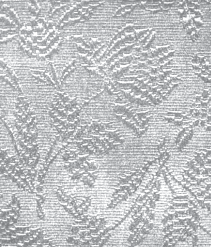
Matlasé s hedvábným vzorem na bavlněném podkladě (začátek 20. století)

Matlasé (z franc.: stehované) je dvojitá tkanina s plastickou, puchýřovitou strukturou. 
K výrobě jsou nutné dvě osnovy a tři systému útkových nití. Základní vazba je plátnová (taft), vzorování je obvykle v atlasové vazbě a vzory se zaplňují tlustější, útkovou nití. Tzv. stehovým útkem se vzory oddělují od základní tkaniny, na okraji vzorů vznikají zářezy, které dávají lícní straně tkaniny charakteristický reliéfový povrch.
Matlasé je podobné piké, od kterého se liší tím, že se tkanina stehuje pouze útkem, zatímco piké obsahuje jak útkové tak i osnovní stehové niti.
Dříve se matlasé vyrábělo z hedvábí nebo s hedvábnou osnovou a vlněným útkem, dnes se používají všechny běžné umělé nebo přírodní materiály. 
Použití: nábytkové potahy, dekorace, šatovky   